# Holt (Sydslesvig)
 For alternative betydninger, se Holt. (Se også artikler, som begynder med Holt)
Holt (sønderjysk Holjt) er en landsby og kommune beliggende cirka 30 kilometer vest for Flensborg i det nordlige Sydslesvig. Administrativt hører kommunen under Slesvig-Flensborg kreds i den nordtyske delstat Slesvig-Holsten. Kommunen samarbejder på administrativt plan med andre kommuner i omegnen i Skovlund kommunefællesskab (Amt Schafflund). I kirkelig henseende hører Holt under Medelby Sogn. Sognet lå i Kær Herred (Tønder Amt, Sønderjylland), da området tilhørte Danmark indtil 1864.
Byen er beliggende på det midtyslesvigske gestbælte (den slesvigske midtslette) bestående af sandjorder med et lavt humusindhold. Holt Kommune omfatter også landsbyer Horsbæk (Horsbek) und Åbro (Abro).
Holt er første gang nævnt 1451. Stednavnet Holt (germansk *hulta, oldnodisk holt gammeldansk holti, nedertysk holt) beskriver en skovbevokset høj. Bynavnet Åbro hentyder til broen over Læk Å. Den sydslesvigske kommune er landbrugspræget med flere landbrugsbedrifter.Kommunevåbnets tre egeblade symboliserer kommunens tre landsbyer Holt, Horsbæk og Åbro.